# Transetto

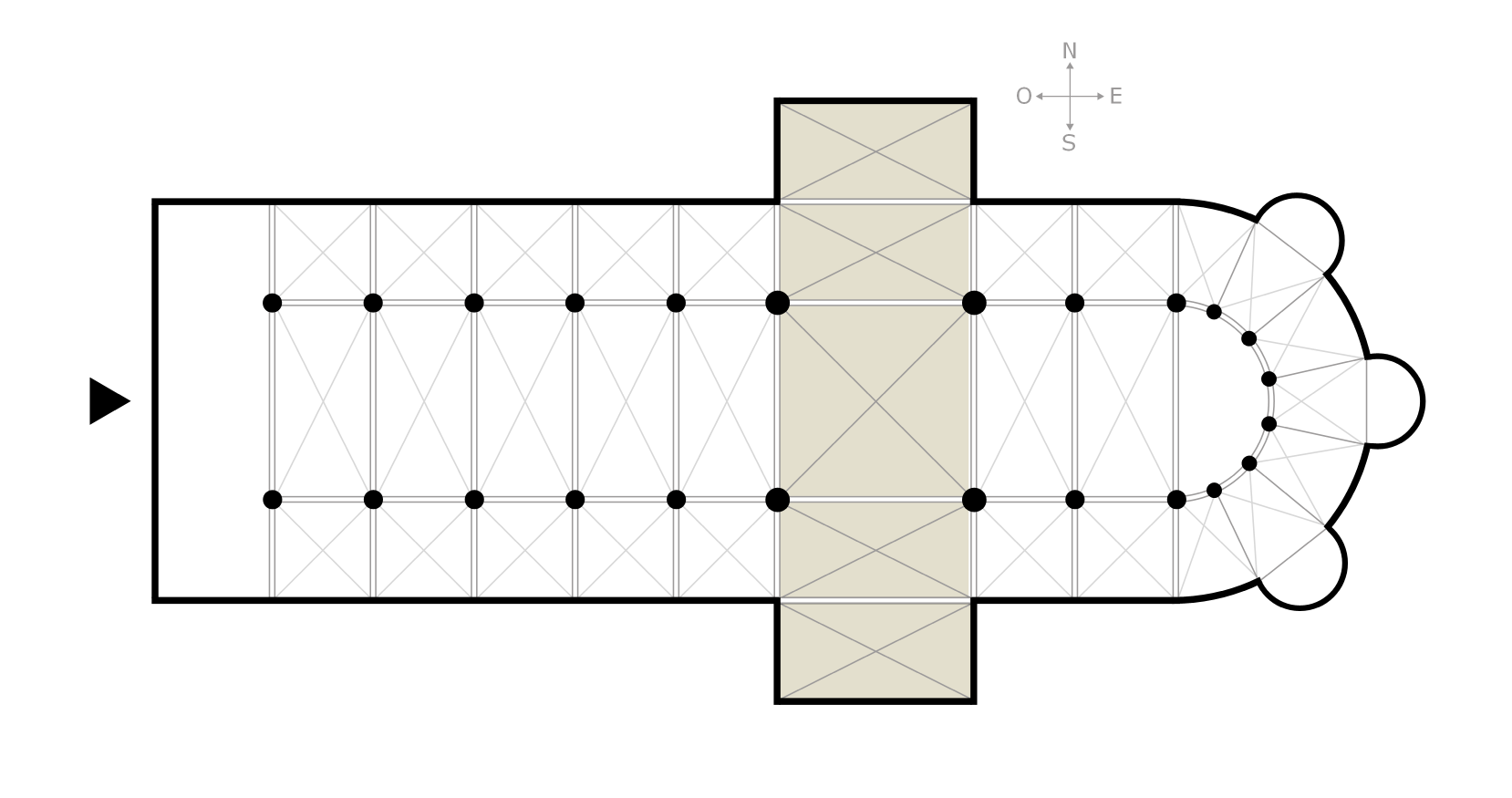
Pianta schematica di una cattedrale: il transetto è la zona più scura

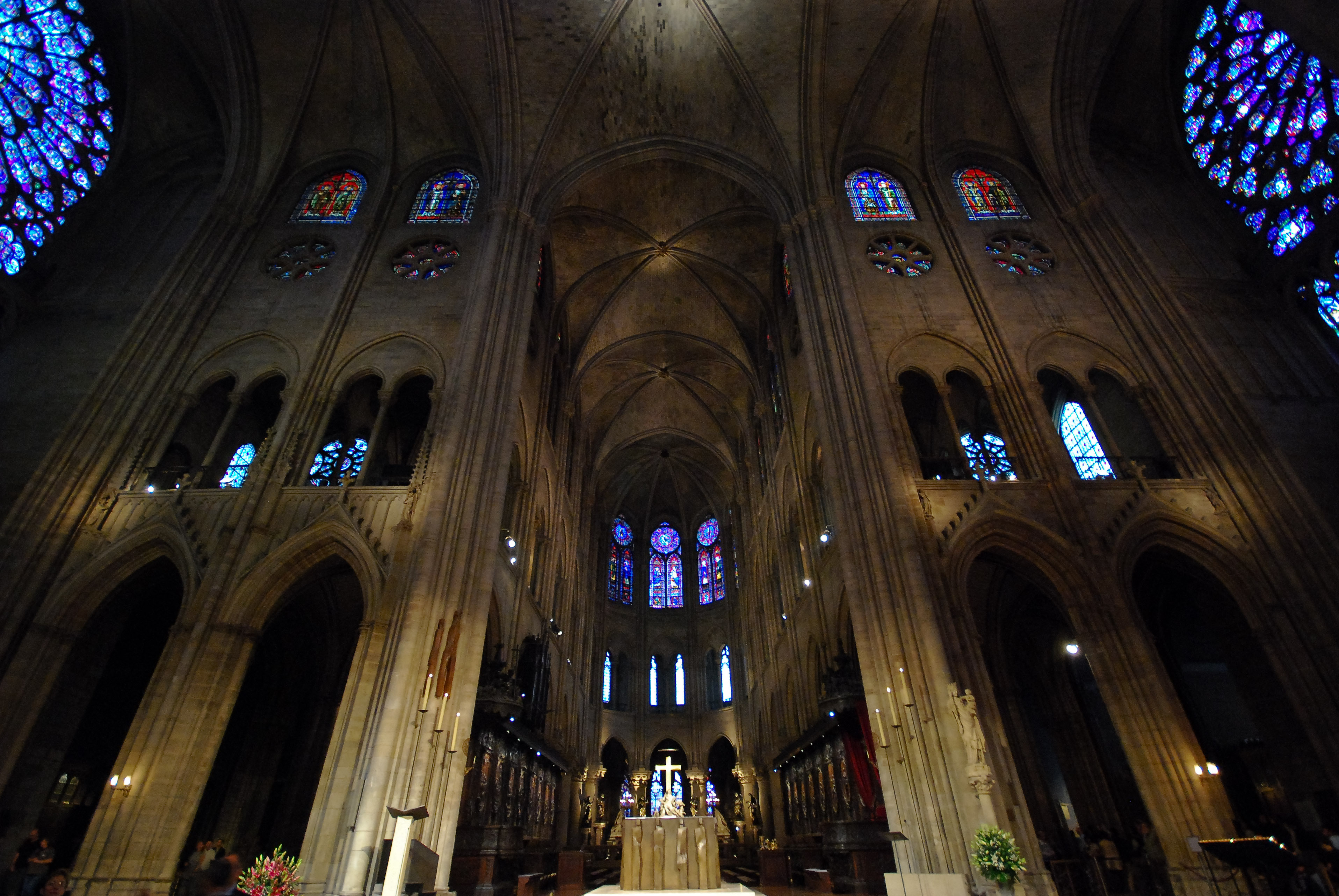
Veduta trasversale del transetto della Cattedrale di Notre-Dame a Parigi

Il transetto è un corpo architettonico delle chiese cristiane che interseca perpendicolarmente, isolandola  dal presbiterio, la navata centrale e tutte le navate laterali. Ha in genere la stessa altezza della navata centrale e può essere, in alcuni casi, in chiese antiche importanti, diviso a sua volta in più navate in lunghezza (tre o due). Il nome deriva dal latino trans (oltre) e saeptum (recinto): con ciò s'intende indicare il braccio che interseca trasversalmente quello longitudinale della basilica cristiana, ai due terzi circa o al termine dello stesso, costituendo così simbolicamente la forma di una croce.

## Storia e struttura
Soprattutto in area orientale, una tipologia assai diffusa di chiesa, in secoli come  il VIII e seguenti, era a pianta a croce greca, spesso inscritta in un volume cubico, con navata e transetto che si sviluppano per uguale lunghezza: la croce che ne risulta  ha quattro bracci quasi identici fra loro; ne è un esempio la Basilica di San Marco a Venezia, che risente di  queste influenze, specialmente bizantine. Più tardi, con grande fortuna in Occidente, riprendendo la struttura a basilica delle chiese paleocristiane, si impose il modello a croce latina, caratterizzato dal braccio della navata più lungo rispetto al  corpo trasversale aggiunto, il transetto, appunto. Tuttavia, non mancano, anche nel tardo Rinascimento e nel Seicento, eccezioni, come la grande chiesa di San Nicolò l'Arena a Catania che presenta ben quattro transetti oltre il maggiore, di cui uno nell'area presbiteriale, cui corrispondono, a livello di copertura, altrettanti tetti traversi.
La croce latina viene definita immissa, se il transetto è ai due terzi circa del corpo longitudinale; commissa, se è al suo termine, tale da formare un “tau” (come nella antica basilica di San Pietro in Vaticano d'età costantiniana, non più esistente).
All'incrocio tra navata e transetto sovrasta spesso un elemento decorativo o strutturale, atto a sottolineare il ruolo architettonico svolto dallo stesso; non è raro, infatti, specie in età medievale, che l'altare maggiore si trovi proprio in tale corrispondenza o, dopo il Concilio ecumenico Vaticano II, vi sia stato collocato per avvicinarsi all’Assemblea.Esso può assumere le forme di una cupola (è il caso della Basilica di San Pietro), una torre (come nella Cattedrale di Salisbury) o di una guglia (come nella Cattedrale di Notre-Dame a Parigi), oppure di  un tiburio con guglia( Duomo di Milano ).
L'orientamento della navata trasversale, cioè il transetto, è determinato da quello principale della navata centrale, che prevedeva originariamente l’abside ad est e la facciata a ovest, di modo che il sole nascente illuminasse per prima la parte più sacra dell’edificio. In questa configurazione, comune in Italia fino al XIII secolo, la chiesa veniva detta orientata.
La novità della struttura, che interrompe le campate della navata, generalmente articolate in cappelle laterali o navate minori illuminate da finestroni, viene spesso utilizzata per favorire l'ingresso e l'uscita dei fedeli dall'edificio: ecco allora apparire, anche in corrispondenza del transetto, maestose facciate, spesso ricche di richiami ornamentali e architettonici alla facciata principale, e portali laterali. 
Nel Medioevo, soprattutto in Francia, Inghilterra e Sicilia, il transetto può assumere forme grandiose a tre navate o essere doppio. In quest'ultimo caso, un altro transetto, di altezza e lunghezza ridotte, e parallelo, si colloca tra il maggiore e l'abside, dando luogo ad una pianta a croce ortodossa.
Il transetto rappresenta in architettura una fusione, o un incontro, tra il cristianesimo orientale e l’islamismo. Quest’ultimo (es. la Mezquita di Cordova) con lo sfrenato incrociarsi e moltiplicarsi di navate disposte in rigida geometria, contribuì a rendere più articolato l’interno dei luoghi di rito, pur caratterizzati dall’austerità nota.